# Alkopop
Alkopop je družina alkoholnih pijač, mešanih s sokovi ali z dodanimi sladili in z razmeroma nizko vsebnostjo etanola, pogosto gazirana. Izraz je prevzet iz angleščine (v izvirniku alcopop), kjer je prekrivanka iz besed alco (alkohol) in pop (iz izraza soda pop za sladko brezalkoholno pijačo, ki se uporablja v nekaterih delih ZDA). V proizvodnem procesu iz alkoholne pijače, ki služi za osnovo, odstranijo sestavine, ki ji dajejo grenkobo in značilen okus, ter dodajo sadne sokove in/ali druga sladila.
Sem spadajo:
- malt pijače z dodanimi sadnimi sokovi ali sladili
- osvežilni napitki z vinom (»wine cooler«)
- mešane pijače (»mixed drinks«) iz žganja z dodanimi sadnimi sokovi ali sladili

Skupne značilnosti so po nekaterih definicijah še vsebnost sladkorja ali primerljivih sladil vsaj 50 g/l, pakiranje v manj kot pollitrsko embalažo (običajno 0,35 l) in pisano oglaševanje, ki cilja na mlajše potrošnike. Vsebnost alkohola je običajno nekajodstotna, podobna pivu, lahko pa znaša vse do 15 %. Drugi uvrščajo v to kategorijo vse predpripravljene mešanice alkoholnih in brezalkoholnih pijač na trgu, tudi denimo koktajle, radler in brizganec.
Zaradi proizvodnega procesa, v katerem se izgubi značaj osnovne alkoholne pijače, se lahko proizvajalci in distributerji pri trženju prilagajajo trendom, hkrati pa si v državah, kjer zakonodaja še ni sledila novosti, prizadevajo za uradno klasifikacijo pijač alkopop v isti kategoriji kot pivo. To prinaša mnogo ugodnejšo obdavčitev kot kategorija žganih pijač, čeprav se mnogi alkopopi prodajajo pod blagovnimi znamkami žganja (Smirnoff, Bacardi idr.), zato jih kritiki obtožujejo utaje davkov. Še več kritik so deležni zaradi okusa, podobe in oglaševanja, ki ciljajo na mlade potrošnike, kar spodbuja pitje alkohola pri mladostnikih. Trg je eksplodiral v zgodnjih 1990. letih z uvedbo pijač, kot sta Bacardi Breezer in Smirnoff Ice, čemur je sledila moralna panika v medijih, hkrati pa je trendu sledila tudi davčna zakonodaja v razvitih državah in prodaja pijač alkopop je do prve polovice 2010. let strmo padla. Več raziskav je povezovalo pojav pijač alkopop z močnim porastom porabe alkohola pri mladostnikih v 1990. letih, vendar se je kasneje izkazalo, da povezava ni neposredna in zakonodaja, ki je specifično ciljala alkopop (na primer nemška), ni imela večjega učinka na celokupno porabo alkohola kljub drastičnemu upadu prodaje alkopopov, osnovanih na žganju.